# Microbe et Gasoil
Pour plus de détails, voir Fiche technique et Distribution.
Microbe et Gasoil est un film français réalisé par Michel Gondry, sorti en 2015.

## Synopsis
Daniel, surnommé « Microbe », est un enfant timide et rêveur. Quand Théo, dit « Gasoil », plus ouvert et déluré, est parachuté dans sa classe en cours d'année, une forte amitié naît entre les deux adolescents.
À l'approche des grandes vacances, une idée folle germe dans la tête des deux amis : construire leur propre voiture avec quelques planches et une tondeuse à gazon, et partir sur les routes de France...

## Fiche technique
Sauf indication contraire, les informations mentionnées dans cette section peuvent être confirmées par la base de données cinématographiques IMDb,  présente dans la section « Liens externes ».
- Titre original : Microbe et Gasoil
- Titre anglophone : Microbe & Gasoline
- Réalisation et scénario : Michel Gondry
- Musique : Jean-Claude Vannier
- Directeur de la photographie : Laurent Brunet
- Montage : Élise Fievet
- Superviseur des effets visuels : Julien Hery
- Décors : Stéphane Rozenbaum
- Costumes :  Florence Fontaine
- Production : Georges Bermann
- Sociétés de production : Partizan et Studiocanal, avec la participation de Canal+ et Orange Cinéma Séries, en association avec Indéfilms 3 et Cinémage 9 et avec le soutien de la région Bourgogne, du CNC et de la Commission du film de Bourgogne[1]
- Société(s) de distribution : Studiocanal (France)
- Genre : comédie, road movie
- Durée : 103 minutes
- Pays d'origine : France
- Date de sortie[2] :
  - France : 8 juillet 2015

## Distribution
- Ange Dargent : Daniel Guéret, dit « Microbe »
- Théophile Baquet : Théodore Leloir, dit « Gasoil »
- Audrey Tautou : Marie-Thérèse Guéret
- Fabio Zenoni : Monsieur Guéret
- Jana Bittnerova : Madame Leloir
- Zimsky : Monsieur Leloir
- Matthias Fortune Droulers : le frère de Théo
- Marc Delarue : Romain, le frère de Daniel
- Diane Besnier : Laura
- Vincent Lamoureux : Steve
- Nadine Sainsily : la professeure de maths
- Sacha Bourdo : le professeur de russe
- Jean-Christophe Brétignière : le principal du collège
- Émeline Bayart : la responsable culturelle
- Geoffrey Noël : le guitariste chanteur punk
- Maureen O'Donoghue : la batteuse punk
- Agathe Peigney : Agathe
- Douglas Brosset : Oscar
- Charles Raymond : Kévin
- Ferdinand Roux-Balme : Simon
- Laurent Poitrenaux : le dentiste
- Hélène Alexandridis : la femme du dentiste
- Ely Penh : le leader du gang
- Marie Berto : Carole Raoult
- Étienne Charry : l'organisateur du concours de dessin
- Elsa Truscello : l'hôtesse de l'air
- Amir El Kacem : le journaliste 1
- Hamza Meziani : le journaliste 2

## Production

### Genèse et développement
Initialement, après L'Écume des jours (2013), Michel Gondry voulait adapter un autre roman, Ubik de Philip K. Dick. Audrey Tautou lui suggère cependant de réaliser un film plus personnel.

« J'avais quelques souvenirs que j'ai commencé à regrouper, et notamment cette amitié. On était une famille de hippies de Versailles, on a été très choyés par nos parents, pas du tout bourgeois, et j'ai toujours été ami avec les cas sociaux de l'école. Le Lycée Hoche, à Versailles, était très strict, il n'y avait pas d'équivalent à ce que j'étais. Les plus proches de moi, c'étaient ces ados rejetés par les autres, avec des parents un peu spéciaux. Je m'en rappelais un en particulier, qui était très bricoleur, dont le père sévère était antiquaire. J'ai commencé à additionner des souvenirs et ça a donné cette histoire d'amitié. »

### Attribution des rôles
Pour les rôles principaux, Michel Gondry a choisi deux jeunes acteurs peu expérimentés : Ange Dargent et Théophile Baquet. Tandis que Dargent tient ici son premier rôle, Baquet avait déjà joué dans La Nouvelle Guerre des boutons (2011) de Christophe Barratier.
Étienne Charry, qui incarne ici l'organisateur du concours de dessin, a auparavant composé la musique de L'Écume des jours et du segment de Michel Gondry dans Tokyo!. Il était également membre du groupe Oui Oui, dans lequel Michel Gondry était batteur.

### Lieux de tournage
Le tournage a eu lieu entre août et octobre 2014, en Île-de-France (notamment à Versailles). Les scènes de lycée ont été tournées au lycée Michelet, à Vanves. La scène de la  station service qui se trouve à Auxerre est en réalité filmée sur la commune de Maule (Yvelines), en Bourgogne-Franche-Comté, dans l'Yonne à Avallon, et au Barrage de Pannecière à Montigny-en-Morvan, dans la Nièvre à Corbigny, à Lormes, et à Ouroux en Morvan.

### Musique
Pour la musique du film, Michel Gondry choisit Jean-Claude Vannier, un musicien ayant beaucoup collaboré avec Serge Gainsbourg.

« Je cherchais un compositeur. Une nuit, j'ai rêvé de Charlotte Gainsbourg. En me réveillant, j'ai pensé à la chanson de sa mère, Di Doo Dah, avec ce rythme de basse très simple, la guitare en picking, et je savais que c'était du Jean-Claude Vannier. Il a arrangé beaucoup de titres de Gainsbourg, notamment l'album sur Melody Nelson. Il a aussi fait des chansons magnifiques comme Super Nana, de Michel Jonasz. Je l'ai contacté, je lui ai montré le film, il a accepté tout de suite. La musique porte bien le film, avec un côté un peu suranné. »

— Michel Gondry